# Frans Masereel
Frans Masereel (Blankenberge, 31 de juliol de 1889 – Avinyó (Valclusa), 3 de gener de 1972) va ser un pintor i artista gràfic belga que va treballar principalment a França. És conegut especialment per les seves xilografies centrades en qüestions polítiques i socials, com ara la guerra i el capitalisme. Va completar més de 40 novel·les sense paraules al llarg de la seva carrera, i entre aquestes, generalment es diu que la seva més gran és Mon livre d'heures.
Les xilografies de Masereel van influir en Lynd Ward i en artistes gràfics posteriors com Clifford Harper, Eric Drooker i Otto Nückel.

## Biografia

### Criança
Frans Masereel va néixer a la ciutat costanera belga de Blankenberge, a la província de Flandes Occidental, el 31 de juliol de 1889, i a l'edat de cinc anys, el seu pare va morir. La seva mare va traslladar la família a Gant el 1896. Allà va conèixer un metge amb fortes conviccions socialistes, amb qui es va casar. La família junta protestava regularment contra les terribles condicions laborals dels treballadors tèxtils de Gant.

### Educació
Als 18 anys va començar a estudiar a l'École des Beaux-Arts a la classe de Jean Delvin. El 1909 va visitar Anglaterra i Alemanya, fet que el va inspirar per fer els seus primers aiguaforts i xilografies. El 1911 Masereel es va establir a París durant quatre anys i després va emigrar a Suïssa, on va treballar com a artista gràfic per a diaris i revistes.

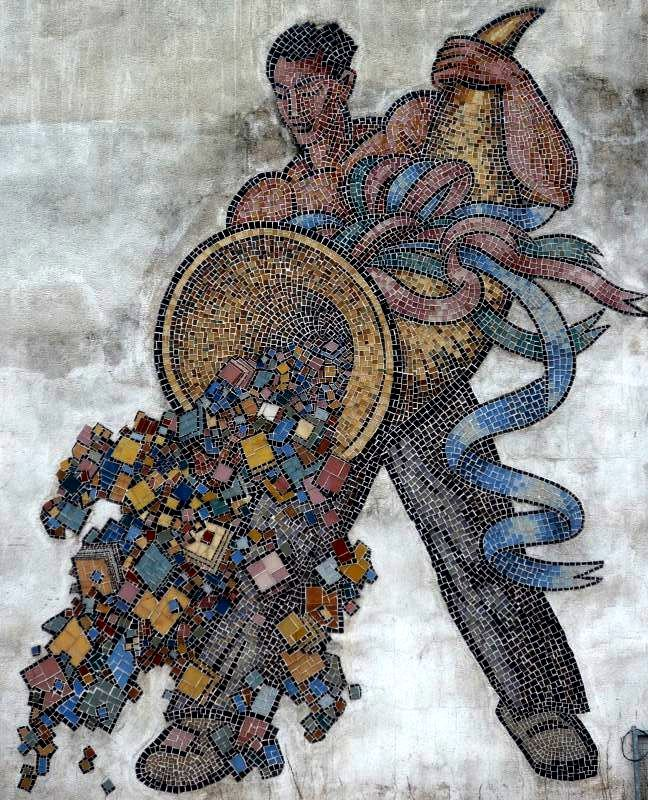
Cornucòpia, un mosaic de Frans Masereel

### Emigració
Masereel no va poder tornar a Bèlgica al final de la Primera Guerra Mundial perquè, essent pacifista, s'havia negat a servir a l'exèrcit belga. No obstant això, quan un cercle d'amics d'Anvers interessats en l'art i la literatura va decidir fundar la revista Lumière, Masereel va ser un dels artistes convidats per il·lustrar el text i els encapçalaments de les columnes. La revista es va publicar per primera vegada a Anvers l'agost de 1919. Era una revista artística i literària publicada en francès. El títol de la revista Lumière era una referència a la revista francesa Clarté, que va ser publicada a París per Henri Barbusse. Els principals artistes que van il·lustrar el text i els encapçalaments de les columnes, a més del mateix Masereel, van ser Jan Frans Cantré, Jozef Cantré, Henri van Straten i Joris Minne. Junts, es van fer coneguts com 'De Vijf' o 'Les Cinq' ('Els Cinc'). Lumière va ser una força clau per generar un renovat interès pel gravat en fusta a Bèlgica. Els cinc artistes del grup "De Vijf" van ser fonamentals per popularitzar l'art del gravat sobre fusta, coure i linòleum i per introduir l'expressionisme a la Bèlgica de principis del segle xx.
El 1921 Masereel va tornar a París, on va pintar les seves famoses escenes de carrer, els quadres de Montmartre. Va viure un temps a Berlín, on el seu amic creatiu més proper era George Grosz. Després de 1925 va viure prop de Boulogne-sur-Mer, on va pintar principalment zones costaneres, vistes del port i retrats de mariners i pescadors. Durant la dècada de 1930 la seva producció va disminuir. Amb la caiguda de França a mans dels nazis el 1940 va fugir de París i va viure a diverses ciutats del sud de França.

### Després de la Segona Guerra Mundial
Al final de la Segona Guerra Mundial, Masereel va poder reprendre el seu treball artístic i va produir xilografies i pintures. Després de 1946 va ensenyar a la Hochschule der Bildenden Künste Saar de Saarbrücken. El 1949 Masereel es va instal·lar a Niça. Entre 1949 i 1968, va publicar diverses sèries de xilografies que es diferencien de les seves anteriors "novel·les en imatge" en incloure variacions sobre un tema en lloc d'una narració. També va dissenyar decoracions i vestuari per a nombroses produccions teatrals. L'artista va ser homenatjat en nombroses exposicions i es va convertir en membre de diverses acadèmies.

### Mort
Masereel va morir a Avinyó el 1972 i va ser enterrat a Gant.

## Llista d'obres

### Novel·les gràfiques

#### Novel·les gràfiques gravades en xilografia
Aquestes col·leccions de xilografia formen novel·les gràfiques (abans que s'anomenessin així) senceres i sense fissures amb la seva pròpia narrativa independent.
- 25 Imatges de la passió d'un home / La Passió d'un home (25 Images de la Passion d'un Homme / Die Passion Eines Menschen, 1918)
- El meu llibre d'hores (Mon Livre d'Heures / Mein Stundenbuch, 1919) (Archive.org)
- El Sol (Le Soleil / Die Sonne, 1919)
- Dibuixos polítics (Dessins Politiques / Politische Zeichnungen, 1920) (Archive.org)
- Història sense paraules (Histoire Sans Paroles / Geschichte ohne Worte, 1920)
- La idea (L'Idée / Die Idee, 1920)
- La Ciutat (La Ville / Die Stadt, 1925) (Archive.org)
- El baró industrial (Die Industriebaron, 1925)
- Figures i ganyotes (Figures et Grimaces / Gesichter und Fratzen, 1926)
- L'obra (L’œuvre, Das Werk, 1928)
- Paisatges i veus (Landschaften und Stimmungen, 1929) (Archive.org)
- La sirena (La Sirène, 1932)
- Del negre al blanc (Du Noir au Blanc / Von Schwarz zu Weiss, 1939)
- Dança macabra (Danse Macabre, 1941)
- Juny '40 (Juin 40, 1942)
- Destins 1939-1940-1941-1942 (Destins 1939-1940-1941-1942, 1943)
- La terra sobre el signe de Saturn (La Terre sous le signe de Saturne, 1944)
- Recorda (Remember! 1946)
- Angel (Engel, 1947)
- Fenòmens (Erscheinungen, 1947)
- Les edats de la vida (Les Âges de la Vie, 1948)
- Joventut (Jeunesse, 1948)
- Ecce Homo (1949)
- Clau dels somnis (Clef des songes, 1950)
- El nostre temps (Notre Temps, 1952)
- L'apocalipsi del nostre temps (Die Apokalypse unserer Zeit, 1953)
- Per què? (Pour quoi?, 1954)
- El meu llibre d'imatges (Mon livre d'images, 1956)
- El meu país (Mon Pais, 1956)
- Aventura nocturna (Aventure nocturne, 1958)
- La nit i les seves filles (La Nuit et ses Filles, 1959)
- Memòries de la Xina (Erinnerungen an China, 1961)
- Estacions (É'talges, 1961)
- De la decadència al triomf (Vom Verfall zum Triumph, 1961)
- Poetes (Poètes, 1963)
- La cara d'Hamburg (Das Gesicht Hamburgs / Le visage de Hambourg, 1964)
- La ruta dels homes (Der weg der menschen, Route des hommes, 1964)
- Parelles (Couples, 1965)
- Casa meva (Meine Heimat, 1965)
- Anvers (Antwerpen, 1968)
- Mans (Mains, 1968)
- Vici i passió (Laster und Leidenschaft, 1968)
- M'agrada en blanc i negre (Ik houd van zwart en wit, 1970)
- Imatges contra la guerra (Bilder gegen den Krieg, 1981)
- Xilografies contra la guerra (Holzschnitte gegen den Krieg, 1989)

#### Novel·les gràfiques amb pinzell i tinta
- Film grotesc (Groteskfilm, 1921)
- Imatges de la gran ciutat (Bilder der Grossstadt / Images de la grande ville, 1926)
- Capital (Capitale, 1935)
- Ira (La Colère, 1946)

### Animació
- L'Idée (1932): col·laboració amb Berthold Bartosch en una adaptació animada.